# Dioscorea orbiculata
Dioscorea orbiculata är en enhjärtbladig växtart som beskrevs av Joseph Dalton Hooker. Dioscorea orbiculata ingår i släktet Dioscorea och familjen Dioscoreaceae.

## Underarter
Arten delas in i följande underarter:
- D. o. orbiculata
- D. o. tenuifolia